# Mariano Sánchez Fontecilla

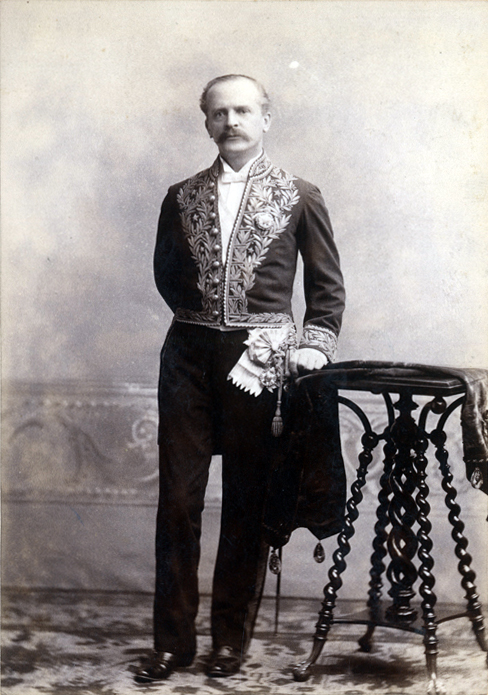
Mariano Sánchez Fontecilla con indumentaria diplomática.

Mariano Elías Sánchez Fontecilla (Santiago, 12 de febrero de 1840-ibídem, 5 de enero de 1914) fue un abogado, diplomático y político chileno, ministro de Estado en varios gobiernos.

## Biografía
Fue hijo de Mariano Elías Sánchez Bravo de Naveda y Josefa Fontecilla y Fontecilla. Estudió en el Instituto Nacional y luego  la carrera de Derecho en la Universidad de Chile; se tituló de abogado el 21 de diciembre de 1860, con 20 años de edad.
Contrajo matrimonio en Santiago el 2 de enero de 1868 con Tránsito García de la Huerta Pérez, con quien tuvo 2 hijos.
Sirvió en las Intendencias de Aconcagua, Atacama y Llanquihue. Fue elegido Diputado por el Partido Liberal por Petorca en el periodo 1867-1870; por Llanquihue y Osorno 1870-1873.
Desempeñó la cartera de Ministro de Guerra y Marina en 1875. Diputado por Llanquihue por los periodos 1876-1879 y 1879-1882; Intendente de Concepción entre 1881 y 1882. Fue Senador por Concepción 1885-1891.
Ocupó los cargos de Ministro de Relaciones Exteriores, Culto y Colonización en 1889 y Ministro del Interior en el periodo 1889-1890.
No intervino en la guerra civil chilena de 1891, si bien sus ideas marchaban de acuerdo al bando del Congreso. Fue Ministro de Relaciones Exteriores, Culto y Colonización en 1894. Cuando ya vivía retirado de la política, fue llamado como Ministro del Interior entre noviembre y diciembre de 1900.  En 1901 fue nombrado ministro Plenipotenciario de Chile en España.

## Homenaje
En Santiago las comunas de Las Condes, La Reina, Peñalolén, La Florida y Puente Alto tienen una avenida que lleva su nombre.